# Le Goûter (Matisse)
Pour les articles homonymes, voir Le Goûter.
Le Goûter – ou Le Golfe de Saint-Tropez – est un tableau réalisé par le peintre français Henri Matisse durant l'été 1904 à Saint-Tropez, dans le Var. Cette huile sur toile représente une femme et un enfant assis face au golfe de Saint-Tropez, dont la côte fuit dans le lointain du paysage. Il s'agit d'Amélie, la femme de l'artiste, et de Pierre, son fils cadet, alors qu'ils profitent d'un goûter pris en pique-nique. Œuvre pionnière du fauvisme, la peinture anticipe Luxe, Calme et Volupté, chef-d'œuvre qui en reprend certains éléments. Elle est conservée à la Kunstsammlung Nordrhein-Westfalen, à Düsseldorf, en Allemagne.